# Fort Eustis
Pour les articles homonymes, voir Eustis.
Fort Eutis est une base militaire américaine située à Newport News.

## Historique
Le 1er octobre 2010, la Langley Air Force Base est fusionné avec Fort Eustis pour devenir la Joint Base Langley–Eustis (en).